# Limfadenitis
Limfadenitis (vnetje bezgavk) je akutna okužba ene ali več bezgavk. Pogosto spremlja raznolike okužbe z bakterijami, virusi, glivami in paraziti.
Limfadenitis na enem mestu je zelo očiten pri:
- okužbah s streptokoki,
- tuberkulozi,
- tularemiji,
- kugi,
- bolezni mačje opraskanine,
- primarnem sifilisu,
- veneričnem (dimeljskem) limfogranulomu,
- čankroidu in
- herpesu na spolovilih (genitalni herpes).

Limfadenitis na več mestih je pogost pri:
- infekcijski mononukleozi,
- okužbi s citomegalovirusom (CMV),
- toksoplazmozi,
- brucelozi,
- sekundarnem sifilisu in
- razsejani (diseminirani) histoplazmozi.

Značilni so bolečina, občutljivost in povečane bezgavke. Bolečina in občutljivost na pritisk ločita limfadenitis od limfadenopatije. Pri nekaterih okužbah se vname tudi koža nad bezgavko, kar lahko povzroči celulitis. Nastanejo lahko ognojki in če se koža predre, vsebina izteka. Pogosta je tudi vročina.
Vzrok se odkrije na podlagi podatkov, ki jih da bolnik (anamneza) in pregleda. Če s tem vzroka ne odkrijemo, je treba del bezgavke odvzeti (biopsija) in podrobneje pregledati.
Zdravljenje je usmerjeno v zdravljenje vzroka in  je po navadi izkustveno (empirično). Odvisno od osumljenega povzročitelja, se lahko daje antibiotike, antifungike ali antiparazitike. Bolečino lahko olajšajo topli in mokri obkladki. S pravočasnim zdravljenjem je okrevanje dobro, vendar pa lahko bezgavke ostanejo trajno povečane (limfadenopatija), a ne bolijo.